# ATV星級演唱會
《ATV星級演唱會》（英語：ATV Starry Concert）是香港亞洲電視播放的一系列演唱會，各演唱會分別在本港台及亞洲台播放。一年重播幾次。

## 歷史
亞洲電視在2009年進行節目改革，減低成本，逢星期六及星期日，以「升呢演唱會」播放演唱會。王征入主亞視後，本節目改稱「ATV星級演唱會」，如常播放演唱會。

## 播放時間

### 演唱會
| 演唱會名稱                              | 播映時間       | 播映頻道 |
| --------------------------------------- | -------------- | -------- |
| 金曲迴響姊妹情演唱會                    | 2008年8月2日   | 本港台   |
| 再續金曲迴響姊妹情演唱會                | 2009年11月14日 | 本港台   |
| 梁靜茹愛的大遊行演唱會 Live全紀錄(下篇) | 2010年1月3日   | 本港台   |
| 最愛張國榮跨越97演唱會                  | 2010年3月6日   | 本港台   |
| 星光家族演唱會                          | 2010年3月21日  | 本港台   |
| 一生一世懷念你羅文演唱會                | 2013年10月27日 | 本港台   |
| 粵調靚聲陣演唱會 Encore I               | 2011年1月1日   | 本港台   |
| 粵調靚聲陣演唱會 Encore II              | 2011年1月15日  | 本港台   |
| 靚聲唱家班演唱會I                       | 2011年1月16日  | 本港台   |
| 杜麗莎港樂演唱會                        | 2011年1月29日  | 本港台   |
| 陳秀雯好歌震盪演唱會                    | 2011年1月30日  | 本港台   |
| 陳浩德金曲情不變演唱會II                | 2011年1月30日  | 本港台   |
| 葉振棠金曲35年殿堂演唱會II              | 2011年4月23日  | 本港台   |
| 聲王星后金曲演唱會I                     | 2011年5月28日  | 本港台   |
| 聲王星后金曲演唱會II                    | 2011年6月4日   | 本港台   |
| 葉麗儀港樂演唱會I                       | 2011年6月12日  | 本港台   |
| 葉麗儀港樂演唱會II                      | 2011年6月19日  | 本港台   |
| 陳浩峰東宮西宮演唱會                    | 2011年7月2日   | 本港台   |
| 獅子山下金曲情演唱會                    | 2011年10月1日  | 本港台   |
| 麗的亞視半世紀精彩演唱會I               | 2013年11月3日  | 本港台   |
| 麗的亞視半世紀精彩演唱會II              | 2013年11月10日 | 本港台   |

### 升呢演唱會
| 演唱會名稱       | 播映時間       | 播映頻道 |
| ---------------- | -------------- | -------- |
| 大俠鄭少秋       | 2009年1月16日  | 本港台   |
| 扮野天王鄭少秋   | 2009年11月1日  | 本港台   |
| 汪明荃紅館第一次 | 2009年11月21日 | 本港台   |
| 十荃十美汪明荃   | 2010年1月23日  | 本港台   |
| 大俠鄭少秋       | 2010年10月23日 | 本港台   |

### ATV星級演唱會
| 演唱會名稱                    | 播映時間                   | 播映頻道 |
| ----------------------------- | -------------------------- | -------- |
| 葉振棠殿堂電視金曲I           | 2012年5月19日              | 本港台   |
| 葉振棠殿堂電視金曲II          | 2012年5月26日              | 本港台   |
| 葉振棠殿堂電視金曲III         | 2012年6月2日               | 本港台   |
| 呂珊再閃星光夜                | 2012年6月9日               | 本港台   |
| 呂珊再閃星光夜II              | 2012年6月16日              | 本港台   |
| 呂珊再閃星光夜III             | 2012年6月23日              | 本港台   |
| 懷舊傾情夜                    | 2013年4月7日               | 本港台   |
| 超級呂聲呂珊I                 | 2014年4月13日              | 本港台   |
| 金曲滿天星                    | 2013年4月14日              | 本港台   |
| 金曲滿天星II                  | 2013年4月21日              | 本港台   |
| 呂珊再閃星光夜I               | 2013年5月19日              | 本港台   |
| 呂珊再閃星光夜II              | 2013年5月26日              | 本港台   |
| 粵調金曲靚聲陣                | 2013年6月2日               | 本港台   |
| 靚聲唱家班I                   | 2013年6月16日              | 本港台   |
| 靚聲唱家班II                  | 2013年6月23日              | 本港台   |
| 聲王星后百代金曲              | 2013年6月30日              | 本港台   |
| 胡美儀吸引你的心              | 2013年7月20日              | 本港台   |
| 陳秀雯震盪演唱會              | 2013年8月4日               | 本港台   |
| 陳秀雯震盪演唱會II            | 2013年8月11日              | 本港台   |
| 葉麗儀與香港中樂團            | 2014年8月24日              | 本港台   |
| 情牽金曲百樂門                | 2013年8月25日              | 本港台   |
| 譚錫禧難忘的一夜              | 2013年9月15日              | 本港台   |
| 獅子山下金曲情I               | 2013年9月29日              | 本港台   |
| 至尊金曲聲雅廊I               | 2013年10月13日             | 本港台   |
| 至尊金曲聲雅廊II              | 2013年10月20日             | 本港台   |
| 至尊金曲聲雅廊III             | 2013年10月27日             | 本港台   |
| 呂珊再閃星光夜                | 2013年11月24日             | 本港台   |
| 陳浩德金曲情不變              | 2013年12月8日              | 本港台   |
| 粵調金曲靚聲陣                | 2013年12月15日             | 本港台   |
| 聲王星后百代金曲              | 2013年12月22日             | 本港台   |
| 金曲滿天星                    | 2013年12月29日             | 本港台   |
| 獅子山下金曲情II              | 2013年10月6日              | 本港台   |
| 靚聲唱家班                    | 2013年11月17日             | 本港台   |
| 葉麗儀與香港中樂團            | 2014年1月5日               | 本港台   |
| 陳寶珠與香港中樂團            | 2014年1月12日              | 本港台   |
| 粵曲小曲流行曲I               | 2014年1月19日              | 本港台   |
| 粵曲小曲流行曲II              | 2014年1月26日              | 本港台   |
| 好音樂唱不停                  | 2014年2月2日               | 本港台   |
| 好音樂唱不停                  | 2014年2月9日               | 本港台   |
| 好音樂唱不停                  | 2014年2月16日              | 本港台   |
| 好音樂唱不停                  | 2014年2月23日              | 本港台   |
| 好音樂唱不停                  | 2014年3月2日               | 本港台   |
| 好音樂唱不停                  | 2014年3月9日               | 本港台   |
| 好音樂唱不停                  | 2014年3月16日              | 本港台   |
| 超級呂聲呂珊II                | 2014年4月20日              | 本港台   |
| 張偉文唱好唱好演唱會I         | 2014年4月27日              | 本港台   |
| 葉振棠殿堂電視金曲            | 2013年4月28日              | 本港台   |
| 張偉文唱好唱好演唱會II        | 2014年5月4日               | 本港台   |
| 好音樂唱不停                  | 2014年5月11日              | 本港台   |
| 好音樂唱不停                  | 2014年5月18日              | 本港台   |
| 好音樂唱不停                  | 2014年5月25日              | 本港台   |
| 好音樂唱不停                  | 2014年6月1日               | 本港台   |
| 好音樂唱不停                  | 2014年6月22日              | 本港台   |
| 李麗霞黑妹                    | 2014年7月13日              | 本港台   |
| 獅子山下金曲情                | 2014年7月27日              | 本港台   |
| 方伊琪上海之夜                | 2014年8月3日               | 本港台   |
| 陳寶珠與香港中樂團            | 2014年8月17日              | 本港台   |
| 張偉文唱好唱好演唱會          | 2014年8月31日              | 本港台   |
| 超級呂聲呂珊                  | 2014年9月7日               | 本港台   |
| 好音樂唱不停                  | 2014年9月21日              | 本港台   |
| 好音樂唱不停                  | 2014年10月5日              | 本港台   |
| 好音樂唱不停                  | 2014年10月12日             | 本港台   |
| 好音樂唱不停                  | 2014年10月19日             | 本港台   |
| 好音樂唱不停                  | 2014年10月26日             | 本港台   |
| 超級呂聲呂珊I                 | 2015年1月11日 20:30-21:30  | 本港台   |
| 超級呂聲呂珊II                | 2015年1月18日 20:30-21:30  | 本港台   |
| 李麗霞黑妹I                   | 2015年1月25日 21:00-21:30  | 本港台   |
| 李麗霞黑妹II                  | 2015年2月1日 21:00-21:30   | 本港台   |
| 張偉文唱好唱好演唱會          | 2015年2月15日 20:30-22:30  | 本港台   |
| 麗花皇宮壓軸版                | 2015年3月1日 20:30-22:30   | 本港台   |
| 葉麗儀與香港中樂團            | 2015年3月8日 21:00-22:30   | 本港台   |
| 陳寶珠與香港中樂團            | 2015年3月15日 20:30-21:30  | 本港台   |
| 2012麗花皇宮I                 | 2015年5月31日 20:30-21:30  | 本港台   |
| 2012麗花皇宮II                | 2015年6月7日 20:30-21:30   | 本港台   |
| 2012麗花皇宮III               | 2015年6月14日 20:30-21:30  | 本港台   |
| 鄭錦昌．麗莎經典金曲演唱會I   | 2015年6月21日 20:30-21:30  | 本港台   |
| 鄭錦昌．麗莎經典金曲演唱會II  | 2015年6月28日 20:30-21:30  | 本港台   |
| 鄭錦昌．麗莎經典金曲演唱會III | 2015年7月5日 20:30-21:30   | 本港台   |
| 獅子山下金曲情                | 2015年7月12日 20:30-22:00  | 本港台   |
| 胡美儀吸引你的心              | 2015年7月19日 20:30-22:00  | 本港台   |
| 方伊琪上海之夜                | 2015年8月2日 20:30-22:00   | 本港台   |
| 李麗霞黑妹                    | 2015年8月9日 20:30-22:00   | 本港台   |
| 粵曲小曲流行曲                | 2015年8月16日 20:30-22:30  | 本港台   |
| 葉麗儀與香港中樂團            | 2015年8月23日 21:30-23:00  | 本港台   |
| 陳寶珠與香港中樂團            | 2015年8月30日 20:30-22:00  | 本港台   |
| 好音樂·唱不停                 | 2015年9月6日 20:30-22:00   | 本港台   |
| 好音樂·唱不停                 | 2015年9月13日 21:30-23:00  | 本港台   |
| 好音樂·唱不停                 | 2015年9月20日 20:30-22:00  | 本港台   |
| 好音樂·唱不停                 | 2015年9月27日 20:30-22:00  | 本港台   |
| 好音樂·唱不停                 | 2015年10月11日 20:00-21:30 | 本港台   |
| 好音樂·唱不停                 | 2015年10月18日 21:00-22:00 | 本港台   |
| 好音樂·唱不停                 | 2015年10月25日 21:00-22:00 | 本港台   |
| 麗花皇宮2003                  | 2015年11月1日 20:00-22:00  | 本港台   |
| 麗的亞視半世紀精彩演唱會I     | 2015年11月8日 20:00-22:00  | 本港台   |

### 不朽的羅文
| 演唱會名稱             | 播映時間      | 播映頻道 |
| ---------------------- | ------------- | -------- |
| 一生一世懷念妳演唱會I  | 2014年11月1日 | 本港台   |
| 一生一世懷念妳演唱會II | 2014年11月8日 | 本港台   |

| 演唱會名稱                               | 播映時間                  | 播映頻道 |
| ---------------------------------------- | ------------------------- | -------- |
| 麗花皇宮2003                             | 2015年2月8日 20:30-22:30  | 本港台   |
| 慶祝國慶66周年暨抗戰勝利70周年紀念音樂會 | 2015年9月13日 20:30-21:30 | 本港台   |
| 國慶青年音樂會                           | 2015年10月4日 20:00-21:30 | 本港台   |